# Marusyllus
Marusyllus Prószynski, 2016 è un genere di ragni appartenente alla famiglia Salticidae.

## Distribuzione
Le 19 specie sono state reperite in Asia centrale, Asia orientale e India.

## Tassonomia
Per la descrizione delle caratteristiche di questo genere sono stati esaminati gli esemplari tipo di Yllenus hamifer (Simon, 1895).
Non sono stati esaminati esemplari di questo genere dal 2020.
Attualmente, a febbraio 2022, si compone di 19 specie:
1. Marusyllus aralicus (Logunov & Marusik, 2003) — Azerbaigian, Kazakistan, Turkmenistan
2. Marusyllus auspex (O. P.-Cambridge, 1885) — Pakistan, Mongolia, Cina
3. Marusyllus bajan (Prószynski, 1968) — Mongolia, Cina
4. Marusyllus bator (Prószynski, 1968) — Mongolia, Cina
5. Marusyllus coreanus (Prószynski, 1968) — Kazakistan, Russia (Siberia meridionale), Mongolia, Corea
6. Marusyllus gregoryi (Logunov, 2010) — India
7. Marusyllus hamifer (Simon, 1895)[2] — Mongolia
8. Marusyllus kalkamanicus (Logunov & Marusik, 2000) — Kazakistan, Cina
9. Marusyllus karnai (Logunov & Marusik, 2003) — India
10. Marusyllus kotchevnik (Logunov & Marusik, 2003) — Turkmenistan
11. Marusyllus maoniuensis (Liu, Wang & Peng, 1991) — Cina
12. Marusyllus mongolicus (Prószynski, 1968) — Russia (dalla Russia europea alla Siberia meridionale), Azerbaigian, Mongolia
13. Marusyllus murgabicus (Logunov & Marusik, 2003) — Tagikistan
14. Marusyllus namulinensis (Hu, 2001) — Cina
15. Marusyllus pamiricus (Logunov & Marusik, 2003) — Tagikistan
16. Marusyllus pseudobajan (Logunov & Marusik, 2003) — Cina
17. Marusyllus robustior (Prószynski, 1968) — Cina
18. Marusyllus tuvinicus (Logunov & Marusik, 2000) — Russia (Siberia meridionale)
19. Marusyllus uzbekistanicus (Logunov & Marusik, 2003) — Kazakistan, Turkmenistan, Uzbekistan

### Nomen dubium
- Marusyllus kronebergi Roewer, 1951; questa denominazione inizialmente è stata istituita in quanto Attus elegans Kroneberg, 1875 era già in precedenza occupata da Attus elegans Hentz, 1846, trasferita in questo genere da Simon in un suo lavoro (1901a); a seguito di uno studio di Logunov & Marusik (2003a) e in base a considerazioni espresse prima in Prószyński (1968d) e poi in Prószyński (2016), è da ritenersi nomen dubium[1].